# Initiation
Az Initiation az ausztráliai Tommy Emmanuel gitáros hetedik nagylemeze, amely 1995-ben jelent meg.

## Számlista
Az összes szám szerzője Tommy Emmanuel. 
| #   | Cím                        | Szerző(k)                  | Hossz |
| --- | -------------------------- | -------------------------- | ----- |
| 1.  | The Hunt                   |                            |       |
| 2.  | Day Tripper/Lady Madonna   | John Lennon/Paul McCartney |       |
| 3.  | Initiation                 |                            |       |
| 4.  | Precious Time              |                            |       |
| 5.  | Stevie's Blues             |                            |       |
| 6.  | Run a Good Race            |                            |       |
| 7.  | If Your Heart Tells You To |                            |       |
| 8.  | That's The Spirit          |                            |       |
| 9.  | Villa Anita                |                            |       |
| 10. | Since We Met               |                            |       |
| 11. | White Picket Fences        |                            |       |
| 12. | Amy                        |                            |       |